# Amtlicher Gemeindeschlüssel

Nach dem AGS nummerierte Bundesländer Deutschlands

Der Amtliche Gemeindeschlüssel (AGS), früher auch Amtliche Gemeindekennzahl (GKZ), Gemeindekennziffer oder Gemeindeschlüsselzahl, ist eine Zahlenfolge zur Identifizierung politisch selbständiger Städte, Gemeinden oder gemeindefreier Gebiete in Deutschland.

## Deutschland
In Deutschland dient der Amtliche Gemeindeschlüssel vor allem statistischen Zwecken und wird von den Statistischen Ämtern der einzelnen Bundesländer einheitlich vergeben. Alle Statistiken mit regionalem Bezug verwenden in Deutschland diesen Schlüssel, aber auch die Verwaltung nutzt den AGS, z. B. bei der Suche nach der zuständigen Meldebehörde.
In den alten Bundesländern wurden mit einer Ausnahme die „Gemeindeschlüsselzahlen“ im Laufe des Jahres 1955 eingeführt, zunächst um Fehler im Einwohnermeldewesen bei Gemeinden gleichen oder ähnlichen Namens zu vermeiden. Ein entsprechender Vorschlag wurde Ende 1953 von Schleswig-Holstein unterbreitet, das die Gemeindekennziffern bereits vorher versuchsweise eingeführt und damit gute Erfahrungen gemacht hatte. Das Gemeinde-Schlüsselverzeichnis zur Gemeindegrenzenkarte von Bayern (1951) enthält noch keine Gemeindeschlüssel in diesem Sinne, sondern laufende Nummern für Landkreise innerhalb der Regierungsbezirke, und darunter laufende Nummern für Gemeinden innerhalb der Landkreise. Im Rahmen der Gebietsreform in Bayern wurden in Bayern die Gemeindeschlüssel am 1. Juli 1972 völlig neu vergeben.
Die zweistelligen, später wieder geänderten Länderschlüssel bzw. die darauf aufbauenden fünfstelligen Kreisschlüssel wurden spätestens anlässlich der Volkszählung vom 13. September 1950 vergeben. Bereits anlässlich der Volks- und Berufszählung am 29. Oktober 1946 wurden aufbauend auf einer ein- oder zweistelligen laufenden Ländernummer 1 bis 17 dreistellige Erweiterungen auf eine Kennziffer eingeführt, die die Verwaltungsbezirke (Regierungsbezirke) und darin zunächst die Stadtkreise und dann die Landkreise verschlüsselten (allerdings mit anderen Schlüsselnummern als 1950), wobei die erste Ziffer dieser dreistelligen Erweiterung in Ländern ohne Verwaltungs- oder Regierungsbezirke eine Null war.
Der Gemeindeschlüssel ist zum Beispiel beim Wohnungswechsel auf der Abmeldung bzw. Anmeldung anzugeben. Er wird jedoch in der Regel vom jeweiligen Einwohnermeldeamt im Rathaus eingetragen.

### Aufbau
Der Amtliche Gemeindeschlüssel (AGS) besteht aus insgesamt acht Schlüsselstellen, die sich wie folgt zusammensetzen:
- Die ersten beiden Schlüsselstellen bezeichnen das Bundesland (siehe untenstehende Tabelle).
- Die dritte bis fünfte Schlüsselstelle identifiziert den Landkreis, dem die Gemeinde angehört,  bzw. die kreisfreie Stadt. Die ersten fünf Stellen werden daher auch als Kreisschlüssel bezeichnet. Dabei zeigt die dritte Schlüsselstelle bei Ländern, in denen Regierungsbezirke bestehen oder in der Vergangenheit bestanden haben, in der Regel den Bezirk an, während sie in anderen Ländern 0 ist. In Baden-Württemberg zeigt die vierte Schlüsselstelle außerdem an, zu welchem Regionalverband die Gemeinde gehört. Bei den echten Stadtstaaten Hamburg und Berlin stehen an dieser Stelle drei Nullen.
- Die letzten drei Schlüsselstellen schließlich unterscheiden die Gemeinden innerhalb eines Landkreises. Bei kreisfreien Städten stehen an dieser Stelle drei Nullen.

Beispiele:
02 0 00 000 = Hamburg
03 2 54 021 = Hildesheim
- 03 Niedersachsen
- 2 ehemaliger Regierungsbezirk Hannover
- 54 Landkreis Hildesheim
- 021 Stadt Hildesheim

12 0 64 340 = Neuhardenberg
- 12 Brandenburg
- 0 (in Brandenburg gibt es die Verwaltungseinheit Regierungsbezirk nicht)
- 64 Landkreis Märkisch-Oderland
- 340 Gemeinde Neuhardenberg

08 1 11 000 = Stuttgart
- 08 Baden-Württemberg
- 1 Regierungsbezirk Stuttgart
- 1 Region Stuttgart
- 1 Stadtkreis Stuttgart
- 000 (Stuttgart erhält als Stadtkreis die Gemeindeschlüsselendung 000)

Die Kreisschlüssel sind in der Liste der Landkreise in Deutschland und der Liste der kreisfreien Städte in Deutschland aufgeführt.

### Regionalschlüssel
Außerdem gibt es den zwölfstelligen Amtlichen Regionalschlüssel (ARS), ursprünglich Regionalschlüssel (RS), der 1993/1994 eingeführt wurde und der ähnlich aufgebaut ist, in den aber im Vergleich zum AGS vor den letzten drei Ziffern vier Stellen zur Verschlüsselung der Gemeindeverbände eingefügt sind. Der AGS ist also in den ARS integriert. Angaben auf der Gemeindeverbandsebene (in der EU: LAU 1-Ebene) werden zunehmend für den innereuropäischen und internationalen Vergleich von Eurostat benötigt und von den Statistischen Ämtern des Bundes und der Länder eingefordert. Die Amtliche Statistik in Deutschland strebt langfristig die Ablösung des achtstelligen AGS durch den zwölfstelligen Regionalschlüssel an.
Der Amtliche Regionalschlüssel gliedert sich wie folgt:
```
1.–2. Stelle   = Kennzahl des 
Bundeslandes

3. Stelle      = Kennzahl des 
Regierungsbezirks
; wenn nicht vorhanden: 0
4.–5. Stelle   = Kennzahl des 
Landkreises
 oder der 
kreisfreien Stadt

6.–9. Stelle   = 
Verbandsschlüssel

10.–12. Stelle = Gemeindekennzahl
```

Die Schlüsselstelle 6 im Verbandsschlüssel (das sogenannte t-Kennzeichen) weist durch die führende Ziffer auf die Art der Gemeinde hin:
0 – verbandsfreie Gemeinde,
5 – verbandsangehörige Gemeinde
9 – gemeindefreies Gebiet.
Bei verbandsfreien Gemeinden wird im Verbandsschlüssel nach der 0 der dreistellige Gemeindeschlüssel
angegeben.
Beispiele des Amtlichen Regionalschlüssels einer Gemeinde:
12 0 73 5305 201 = Gerswalde
- 12 Brandenburg
- 0 (in Brandenburg gibt es die Verwaltungseinheit Regierungsbezirk nicht)
- 73 Landkreis Uckermark
- 5305 Amt Gerswalde
- 201 Gemeinde Gerswalde

Der Amtliche Regionalschlüssel für Gemeindeverbände ist neunstellig (gekürzt um die drei letzten Stellen, die die Gemeinde kennzeichnen).
Beispiele des Amtlichen Regionalschlüssels eines Gemeindeverbandes:
12 0 73 5305 = Amt Gerswalde
- 12 Brandenburg
- 0 (in Brandenburg gibt es die Verwaltungseinheit Regierungsbezirk nicht)
- 73 Landkreis Uckermark
- 5305 Amt Gerswalde

Aus dem Amtlichen Regionalschlüssel kann durch Weglassen der sechsten bis neunten Ziffer jederzeit der Amtliche Gemeindeschlüssel abgelesen werden. Umgekehrt funktioniert das in der Regel nicht, da der Regionalschlüssel zusätzliche Informationen (Zugehörigkeit zu einem Gemeindeverband) enthält, bzw. nur, wenn es sich um eine verbandsfreie Gemeinde handelt (hier durch Einfügen der Ziffernfolge 0000 vor der sechsten Ziffer des Amtlichen Gemeindeschlüssels).
Seit der Regionalschlüsselumstellung am 1. Januar 2009 wird die Ziffernfolge 0000 für verbandsfreie Gemeinden durch 0, gefolgt von einer Wiederholung der Stellen 10 bis 12 (Gemeindeebene) ersetzt. Diese neue Verschlüsselung soll die flächendeckende Abgrenzung bzw. Ermittlung der Gemeindeverbandsebene bewerkstelligen. Damit sollen auch in Ländern, die nicht über eine Einteilung in Gemeindeverbände verfügen, verbandsfreie Gemeinden wie Gemeindeverbände behandelt werden.

### Länder der Bundesrepublik Deutschland (bis 1949 Länder der Besatzungszonen)
Die Verschlüsselung erfolgt von Norden nach Süden (Nr. 01–09), in chronologischer Zugehörigkeit zur Bundesrepublik Deutschland (Nr. 10–11) und in alphabetischer Reihenfolge (Nr. 12–16).
Im Gemeindeverzeichnis zur Volks- und Berufszählung am 29. Oktober 1946 wurde als Kennziffer für die Länder eine fortlaufende Nummer von 1 ohne führende Null (nicht 01) bis 17 für die in alphabetischer Reihenfolge aufgeführten Länder (einschließlich der von 1945 bis 1952 bestehenden fünf Länder in der Sowjetischen Besatzungszone (bis 1949) bzw. der DDR). Die dreistelligen Erweiterungen der Kennziffer verschlüsselte die Verwaltungsbezirke (Regierungsbezirke) und darin zunächst die Stadtkreise und dann die Landkreise. Innerhalb eines Kreises wurden die Gemeinden i. d. R. alphabetisch gelistet, aber ohne eigene Kennziffern. Alle Gemeinden eines Landkreises wurden eindeutig mit der vier- oder fünfstelligen Kreiskennziffer identifiziert.
Die 1950 festgelegten Kennziffern für die Länder ,waren nach Besatzungszonen geordnet (11 bis 14 Britische Besatzungszone, 15 bis 18 Amerikanische Besatzungszone, 21 bis 24 Französische Besatzungszone). Dabei wurde der zur Französischen Besatzungszone gehörende Bayerische Kreis Lindau wie ein eigenes Land behandelt. Die noch bis Juli 1952 bestehenden Länder der Sowjetischen Besatzungszone (ab Oktober 1949 Deutsche Demokratische Republik) wurden nicht mehr einbezogen, sondern nur noch das Gebiet der im Mai 1949 gegründeten Bundesrepublik Deutschland sowie West-Berlin.
| aktuell | seit | Land                         | 1950            | Besatzungszone           | 1946      |
| ------- | ---- | ---------------------------- | --------------- | ------------------------ | --------- |
| 01      | 1953 | Schleswig-Holstein           | 11              | britisch                 | 14        |
| 02      | 1953 | Freie und Hansestadt Hamburg | 12              | britisch                 | 6         |
| 03      | 1953 | Niedersachsen                | 13              | britisch                 | 9         |
| 04      | 1953 | Freie Hansestadt Bremen      | 15              | amerikanisch             | 5         |
| 05      | 1953 | Nordrhein-Westfalen          | 14              | britisch                 | 10        |
| 06      | 1953 | Hessen                       | 16              | amerikanisch             | 7         |
| 07      | 1953 | Rheinland-Pfalz              | 21              | französisch              | 11        |
| 08      | 1953 | Baden-Württemberg            | 17 22 / 23 / 24 | amerikanisch französisch | 1 16 / 17 |
| 09      | 1953 | Freistaat Bayern             | 18              | amerikanisch             |           |
| 10      | 1961 | Saarland                     | 48 (ab 1956)    |                          |           |
| 11      | 1961 | Berlin                       | 30              |                          | 3         |
| 12      | 1990 | Brandenburg                  |                 | sowjetisch               | 4         |
| 13      | 1990 | Mecklenburg-Vorpommern       |                 | sowjetisch               | 8         |
| 14      | 1990 | Freistaat Sachsen            |                 | sowjetisch               | 12        |
| 15      | 1990 | Sachsen-Anhalt               |                 | sowjetisch               | 13        |
| 16      | 1990 | Freistaat Thüringen          |                 | sowjetisch               | 15        |

| #  | Land (1950)                  | Besatzungszone |
| -- | ---------------------------- | -------------- |
| 11 | Schleswig-Holstein           | britisch       |
| 12 | Freie und Hansestadt Hamburg | britisch       |
| 13 | Niedersachsen                | britisch       |
| 14 | Nordrhein-Westfalen          | britisch       |
| 15 | Freie Hansestadt Bremen      | amerikanisch   |
| 16 | Hessen                       | amerikanisch   |
| 17 | Württemberg-Baden            | amerikanisch   |
| 18 | Freistaat Bayern             | amerikanisch   |
| 21 | Rheinland-Pfalz              | französisch    |
| 22 | Baden                        | französisch    |
| 23 | Württemberg-Hohenzollern     | französisch    |
| 24 | Lindau                       | französisch    |
| 30 | West-Berlin                  |                |

| #  | Land (1946)                                             | Besatzungszone |
| -- | ------------------------------------------------------- | -------------- |
| 1  | Baden                                                   | französisch    |
| 2  | Bayern                                                  | amerikanisch   |
| 3  | Berlin                                                  |                |
| 4  | Brandenburg                                             | sowjetisch     |
| 5  | Freie Hansestadt Bremen                                 | amerikanisch   |
| 6  | Freie und Hansestadt Hamburg                            | britisch       |
| 7  | Hessen                                                  | amerikanisch   |
| 8  | Mecklenburg                                             | sowjetisch     |
| 9  | Niedersachsen                                           | britisch       |
| 10 | Nordrhein-Westfalen                                     | britisch       |
| 11 | Rheinland-Pfalz                                         | französisch    |
| 12 | Sachsen                                                 | sowjetisch     |
| 13 | Sachsen-Anhalt                                          | sowjetisch     |
| 14 | Schleswig-Holstein                                      | britisch       |
| 15 | Thüringen                                               | sowjetisch     |
| 16 | Württemberg-Baden                                       | amerikanisch   |
| 17 | Württemberg-Hohenzollern (einschl. Bayer. Kreis Lindau) | französisch    |

### Alternativen
Andere Nomenklaturen zur Abgrenzung von Gebieten sind beispielsweise die Postleitzahl aus dem Postleitzahlenverzeichnis der Deutschen Post oder der NUTS-Code (Nomenclature des unités terriotales statistiques gemäß EU-Verordnung Nr. 1059/2003), den die europäische Statistik verwendet. Im Marketing werden auch Nielsengebiete verwendet.

## Österreich

### Österreichischer Gemeindeschlüssel: Aufbau der Gemeindekennziffer (-kennzahl)
Der österreichische Gemeindeschlüssel ist Bestandteil der Kennziffern für die territorialen Gliederungen. Sie wird auch als ÖSTAT-Nr. bezeichnet und setzt sich wie folgt zusammen:
- 1. Stelle – Bundesland in alphabetischer Reihenfolge und entspricht der ISO 3166-2:AT (Codes für die Namen von Ländern und deren Untereinheiten als ISO-Norm)
- 2. und 3. Stelle – Statutarstadt oder Politischer Bezirk
- 4. und 5. Stelle – Gemeinde
- 6. und 7. Stelle – Zählbezirk: Dieser wird von der Statistik Austria verwendet
- 8. Stelle – Zählsprengel: Dieser wird von der Statistik Austria verwendet

Beispiele
3 25 21 = Rappottenstein
- 3 Niederösterreich
- 25 Bezirk Zwettl
- 21 Gemeinde Rappottenstein

9 07 01 = Wien–Neubau
- 9 Wien
- 07 Neubau (7. Bezirk)
- 01 –

Karte Österreichs mit dem Schlüssel der Bundesländer

Es kommen im amtlichen Wesen beide Benennungen, Gemeindekennziffer und Gemeindekennzahl vor.
Nicht zu verwechseln sind diese Kennziffern mit der Katastralgemeindenummer (KGNR).

## Dänemark
Die dänische Bezeichnung für den amtlichen Gemeindeschlüssel lautet Kommunenummer.
Dänische Kommunenummern sind dreistellig. Zwischen den dänischen Kommunalreformen von 1970 und von 2007 war es so, dass jedes einzelne Amt eine Kommunenummer hatte, die auf „50“ oder „00“ endete, und die Kommunen im Amt hatten Kommunenummern, die jeweils innerhalb der folgenden 50 Werte lagen. In jedem Amt wurden die Kommunenummern in der alphabetischen Reihenfolge der Kommunennamen vergeben. Nach der letzten Kommunalreform haben mehrere der zusammengelegten Kommunen neue Kommunenummern erhalten. Die Kommunenummer „000“ steht für das gesamte Land.
Beispiel: Københavns Amt hatte die Kommunenummer 150 und die Kommunen im Amt hatten Nummern zwischen 150 und 200. Die Albertslund Kommune hat Kommunenummer 165, da die Kommune früher Herstedernes Kommune hieß und deswegen zwischen Herlev Kommune (163) und Hvidovre Kommune (167) liegt.
Unterhalb der kommunalen Ebene sind Sogne und Byområder mit Schlüsselnummern versehen. Diese sind aufgebaut nach dem Muster <kkk-(n)nnnn>, wobei <kkk> die Kommunenummer darstellt und <(n)nnnn> die – vier- oder fünfstellige – Nummer des Sogn bzw. des Byområde. Erstreckt sich ein Byområde über mehrere Kommunen, so hat es auch mehrere Schlüsselnummern, die im <(n)nnnn>-Teil identisch sind. So erstreckt sich die Stadt Helsingør über die Helsingør Kommune (Kommunenummer 217) und einen kleinen Teil der Fredensborg Kommune (Kommunenummer 210). Die Stadt hat daher die Schlüsselnummern 217-10172 und 210-10172.

## Ähnliche Systematiken in anderen Ländern
- römisch-katholische und evangelische Kirche: Pfarrbezirksschlüssel
- ehemals in der DDR: Territorialer Grundschlüssel (TGS)
- Europäische Union: NUTS
- Frankreich: Code Insee
- Japan: Japanischer Gemeindeschlüssel
- Russische Föderation: OKATO
- Schweiz: Gemeindenummer
- Slowakei: Kód obce
- Vereinte Nationen: UN/LOCODE